# ジン (アラブ)
ジン（アラビア語: جِنّ、jinn、英、仏: jinn、djin、日本語の翻訳のクルアーンの漢字: 幽精、妖霊）とは、アラブ世界で人にあらざる存在であり、なおかつ人のように思考力をもつとみなされる存在、すなわち精霊や妖怪、魔人など一群の超自然的な生き物の総称である。
イスラーム以前からいわば俗信としてアラブ人に信じられてきたが、イスラム以降、クルアーン(コーラン)がその存在を否定せずに認めているため、神学などで盛んに論じられるようになった。一般的には千夜一夜物語（アラジンと魔法のランプ）に登場するランプの精が有名である。

## 名称
アラビア語の語根 j-n-n から成る語としては、「隠す、覆う；（死装束で死者を）包み隠す；（死者を墓に）埋葬する」などを意味する動詞 جَنَّ（janna, ジャンナ）やその受動態で「ジンに取り憑かれる、狂う，狂気に陥る」などを意味する جُنَّ（junna, ジュンナ）がある。名詞としては本項に係る جِنّ（jinn, ジン） のほか、「（来生における）楽園；庭園、果樹園」を意味する جَنَّة（janna(h), ジャンナ）、「（ジンに）憑りつかれた（人）、狂人」などを意味する مَجْنُون（majnūn, マジュヌーン）、「隠された者；胎児；植物の胚；墓に埋葬された者；墓；植物の胚」などを意味する جَنِين（janīn, ジャニーン）といった単語が見られる。
جِنّ（jinn, ジン）は集合名詞でジンという種全体・そのものを示す総称用法で用いたり複数のジンの集まりに対して用いる。これに -yy 語尾をつけ単数化したものが単数形・男性の جِنِّيّ（jinnī, ジンニー）で、女性化の機能を持つ ة（ター・マルブータ）を付与した単数形・女性が جِنِّيَّة（jinniyya(h) / jinnīya(h), ジンニーヤ） である。
同じ語根 j-n-n から派生して似たような意味を持つ複数形の言葉には、ほかに、jinna, jānn, jinnān があり、マグリブ方言では جِنُون（jīnun, ジヌーン）という複数形から語頭子音の母音脱落が起こった jnūn（ジヌーン）も見られる。jānn の語源について、19世紀イギリスの東洋学者レインは、預言者ムハンマドと同時代のアラビアの詩人フザリーの詩句に基づいて、少なくともクルアーンの時代には「五感による知覚からは隠された、あるいは隠れた、精神的な存在」を意味したのであろうと推測した。フザリーの詩句において、"jinn" の意味には「天使」が含まれている。
jinn, jinna, jānn, jinnān の語源はさらに遡れる可能性があるが、確かなことは言えないのが21世紀現在の状況である。フランス語で「天才」や「工学」を意味する génie は「守護神」や「精霊」などの意味もあり、語源はラテン語の genius にさかのぼる。フランス語 génie は、本項で取り扱うアラブ民話の「ジン」をフランス語の中で表す言葉として定着しているが、アラビア語 jinn も同様に、ラテン語 genius に由来するとする説が、19世紀のヨーロッパでは確かな根拠なく信じられていた。しかし、オランダの東洋学者 Arent Jan Wensinck の "The etymology of the arabic djinn (spirit)" (1920) はこうした俗説を否定し、その後も Eichler, Starcky といった学者も支持した。
アラビア語の jinn は、英語においてはより英語化されたかたちの genie のつづりで書かれることがある（例えば、ディズニーキャラクターのジーニーなど）。これは『千一夜物語』の英語翻訳の際（18世紀）にフランス語 génie から借用したものがある程度定着したものである。アラビア語 jinn が表すものと、ラテン語由来フランス語の génie が表すものが大まかには一致しているため、定着したものと考えられている。

## 性質

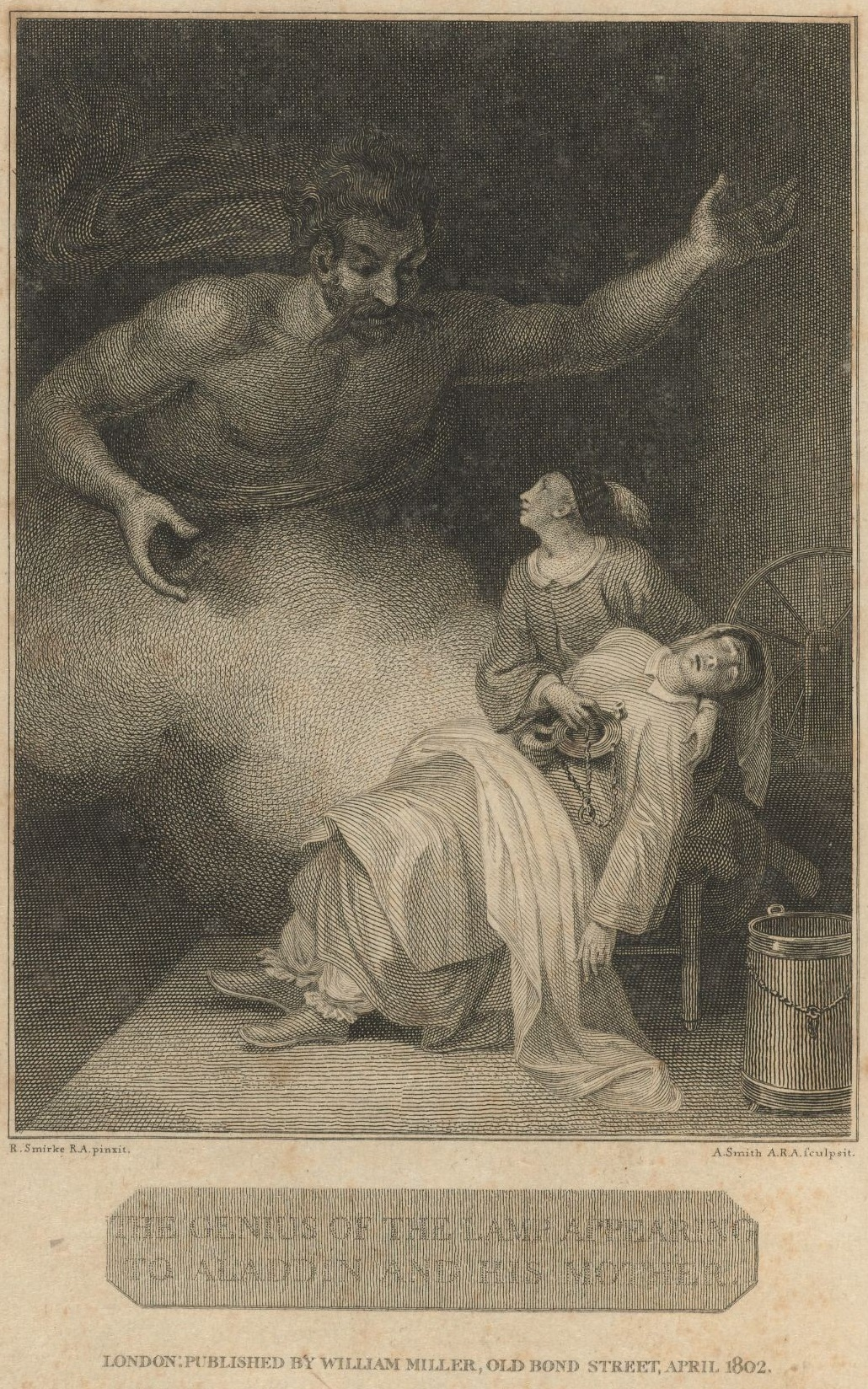
1802年に描かれたジン。

普段は目に見えないが、煙のような気体の状態から凝結して固体となって姿を現す。その姿も変幻自在で、さまざまな動物や蛇、巨人、醜い生き物、さらには美しい女性にも変わることができる。知力・体力・魔力全てにおいて人間より優れるが、ソロモン王には対抗できないとされる。ソロモン王はジンを自在に操り、神殿を立てる際にもジンを動員したと言われている。
人間に善人と悪人がいるように、ジンにも善人と悪人、ムスリムと非ムスリムがおり、人間と同様に救いを受けるものとジャハンナム（地獄）に落ちるものがいる。人間に取り憑く場合があり、ジンに取り憑かれた人すなわち気が狂った人を مَجْنُون（majnūn, マジュヌーン）と呼ぶ。善性のジンに取り憑かれれば聖者となり社会に利益をもたらすが、悪性のジンに取り憑かれると狂人になる。
害悪を与えるといっても、ただの悪戯好きから人間の命を奪うものまで様々である。強大で恐ろしいものから順に مَارِد（mārid, マーリド）、عِفْرِيت（ʿifrīt, イフリート）、شَيْطَان（shayṭān / shaiṭān, シャイターン）、جِنّ（jinn, ジン）、جَانّ（jānn, ジャーン）と格付けされており、リーダー格がイブリースだと言われている。しかしイブリースがアッ＝シャイターンと呼ばれているので異説もある。人助けをするイフリートもいることから、この階級は悪性だけでなく、善悪統合した階級だという意見もある。
また、無明時代以前から、職業的にジンに憑依され、神がかった意識状態で霊感や啓示を受ける巫者や詩人、聖職者（カーヒン）も存在した。例えば、無明時代の詩人アル＝アアシャーは自分に降りてくるジンにミスハルという名を与え、親友のような関係を築いたという。これらの人々とジンの関係は、ジンが降りる人間を選び、人間側はそれに拘束されるというもので、アル＝アアシャーのように尊敬される場合もあれば詐欺師や妖術師扱いされる場合もあった。

## イスラームとの関係
イスラム教が成立するより前、ジャーヒリーヤ（無明時代）と呼ばれた頃には、ジンは神々またはそれに準じる存在としてアラブ人によって崇拝されていた。
やがて成立した、唯一神教であるイスラーム教でも、ジンの存在を完全には無視できなかった。クルアーン(コーラン)もその存在を認めており、アル＝ジンという表題のスーラ（章）があるほどである。
クルアーンの中で、預言を説くムハンマドが街の人々からもの憑きや詩人扱いされたという記述がいくつも登場するが、シャーマニズム性を否定するイスラームでは、ジンによる憑依現象とムハンマドの召命という構造的に類似しているように見える出来事を峻別する必要があった。
クルアーンに拠る公認教義では、ジンは人間と天使の間に位置する被造物とされる。古典イスラム法でもジンの位置づけを定めているが、ジンが人間と結婚する事についても論考されている。
アッラー（アッラーフ）が土からアーダム (آدم) を作る2000年も前に、煙の出ない火、またはサハラ砂漠を越えて吹く熱風「シムーン」から作られたとされる。エジプトでは、アッラー（アッラーフ）の名を唱えることで、悪をなすジンを退散できると信じられていた。また、砂漠の夜空に流星が光るのはアッラー（アッラーフ）がジンを攻撃しているためだとされていた。